# Larentia edentata
Larentia edentata là một loài bướm đêm trong họ Geometridae.